# Вулиця Тараса Шевченка (Малин)
Ву́лиця Тар́аса Шевч́енка — одна з центральних вулиць Малина (центр Малинської міської громади Коростенського району Житомирської області). Починається від центральної Соборної площі, закінчується в районі старого міського кладовища. Названа на честь українського поета та художника Тараса Шевченка 1922 року.
Прилучаються: вулиця Винниченка, 1-й провулок Шевченка, вулиця 10 окремої гірсько-штурмової бригади, провулки 2-й Шевченка, Кузьми Скрябіна, Героїв Крут, вулиця Бондарик, провулки 1-й, 2-й Грищенка, вулиця Вайсера.
На розі з вулицею 10 окремої гірсько-штурмової бригади, перед школою № 3, встановлено погруддя Тараса Шевченка. Потім вулиця пролягає через історичну місцевість Михайлівка, яка дістала назву на честь Михайла Миклухи — брата видатного антрополога Миколи Миклухи-Маклая, який мешкав тут у XIX столітті та володів цією частиною міста. Частина міста на захід від старого міського кладовища, ліворуч вулиці Шевченка, має старовинну назву Рудня: є згадка про те, що тут колись видобували руду, з якої плавили залізо для господарських потреб.

## Об'єкти
- № 1-а — Малинський міський центр зайнятості
- № 1-б — Прокуратура Малинського району

## Виноски
1. 1 2  Топоніми Малина [Архівовано 18 жовтня 2012 у Wayback Machine.] на Інтернетному сайті Мій Малин [Архівовано 17 серпня 2012 у Wayback Machine.] // (праця Є. ГРИЩЕНКА)